# Llista d'universitats de Bakú
En aquest article es presenten les institucions d'ensenyament superior, que estan situades a Bakú, capital de la República de l'Azerbaidjan.

## Universitats estatals
| Nom                                                          | Any creació | Informació                                     | Fotografia |
| Universitat Estatal de Bakú                                  | 1919        | Lloc web                                       |            |
| Universitat Estatal del Petroli i Indústria de l'Azerbaidjan | 1920        | Lloc web Arxivat 2017-04-10 a Wayback Machine. |            |
| Universitat Estatal Pedagògica de l'Azerbaidjan              | 1921        | Lloc web                                       |            |
| Universitat de Medicina de l'Azerbaidjan                     | 1930        | Lloc web                                       |            |
| Universitat Estatal d'Economia de l'Azerbaidjan              | 1930        | Lloc web Arxivat 2007-11-02 a Wayback Machine. |            |
| Universitat Estatal de Cultura i Art de l'Azerbaidjan        | 1945        | Lloc web                                       |            |
| Universitat Eslava de Bakú                                   | 1946        | Lloc web Arxivat 2021-09-13 a Wayback Machine. |            |
| Universitat Tècnica de l'Azerbaidjan                         | 1950        | Lloc web Arxivat 2019-11-10 a Wayback Machine. |            |
| Universitat de Llengües de l'Azerbaidjan                     | 1973        | Lloc web                                       |            |
| Universitat d'Arquitectura i Construcció de l'Azerbaidjan    | 1975        | Lloc web Arxivat 2018-05-27 a Wayback Machine. |            |
| Universitat de Noies de Bakú                                 | 1992        | Lloc web Arxivat 2014-05-17 a Wayback Machine. |            |

## Acadèmies estatals
| Nom                                                                            | Any d'establiment | Informació                                     | Fotografia |
| Acadèmia Estatal de la Música de l'Azerbaidjan                                 | 1920              | Lloc web                                       |            |
| Acadèmia Estatal de Cultura Física i Esports de l'Azerbaidjan                  | 1930              |                                                |            |
| Acadèmia Nacional d'Aviació de l'Azerbaidjan                                   | 1992              | Lloc web Arxivat 2020-06-18 a Wayback Machine. |            |
| Aсademia Estatal Marina de l'Azerbaidjan                                       | 1996              | Lloc web                                       |            |
| Acadèmia d'Administració Pública de President de la República de l'Azerbaidjan | 1999              | Lloc web                                       |            |
| Acadèmia Estatal d'Art de l'Azerbaidjan                                        | 2000              | Lloc web Arxivat 2013-01-01 a Wayback Machine. |            |
| Acadèmia Diplomàtica de l'Azerbaidjan                                          | 2006              |                                                |            |

## Altres institucions d'ensenyament superior
| Nom                                                             | Any d'establiment | Informació | Fotografia |
| Escola Militar Superior de I 'Azerbaidjan Heidar Alíev          | 1920              | Lloc web   |            |
| Institució de Formació de Mestres de l'Azerbaidjan              | 1929              |            |            |
| Acadèmia Naval Superior de l'Azerbaidjan                        | 1939              |            |            |
| Institut Teatral de l'Azerbaidjan M.A. Alíev                    | 1945              |            |            |
| Acadèmia de MSN Heidar Alíev                                    | 1998              |            |            |
| Institució del Turisme de l'Azerbaidjan                         | 2006              |            |            |
| Filial de Bakú de Universitat Estatal M.V. Lomonóssov de Moscou | 2008              |            |            |
| Escola Superior del Petroli de Bakú                             | 2011              |            |            |
| Institució de Teologia de l'Azerbaidjan                         | 2018              |            |            |

## Universitats privades
| Nom                              | Any d'establiment | Informació | Fotografia |
| Universitat Khazar               | 1991              | Lloc web   |            |
| Universitat Occidental           | 1991              |            |            |
| Universitat d'Enginyeria de Bakú | 1992              |            |            |
| Universitat "Tefekkur"           | 1995              |            |            |
| Universitat "Odlar Yurdu"        | 1995              |            |            |
| Universitat de l'Azerbaidjan     | 1997              |            |            |